# 인현동 화재 참사
인현동 화재 참사는 1999년 10월 30일 인천광역시 중구 인현동 상가 건물에서 화재가 발생하여 건물 안에 있던 중·고등학생을 비롯한 56명이 사망하고 78명이 부상당한 사고이다.

## 사건 개요
1999년 10월 30일 토요일 저녁 7시경 인천광역시 중구 인현동에 위치한 4층짜리 상가 건물에서 발생한 화재로 건물 2층 라이브II 생맥주집과 3층 그린당구장에 있던 10대 청소년 등 52명이 불에 타거나 연기에 질식해 숨졌다. 또 71명이 연기에 질식하거나 화상을 입고 인천 가천대 길병원, 인천광역시의료원, 인하대학교 의과대학 부속병원 등 인천지역 8개 종합병원에서 치료를 받았다.
화재는 건축물 지하 노래방의 인테리어 공사 현장에서 처음 발생하여 계단을 타고 2층과 3층 사이로 번졌다. 화재 발생 당일 인천 시내 10여개 고등학교에서 가을 축제가 있었고, 축제가 끝난 후에, 뒤풀이를 하던 많은 청소년들이 있지도 않은 비상구와 비상계단을 찾아 갈팡질팡 헤매다가, 유독가스에 질식되어 의식을 잃고 쓰러졌다. 불은 출동한 소방차 15대와 구급차 19대, 소방관 180명과 경찰관 160명이 진화에 참여하여 35분만에 진화되었다. 학생 사망자수를 학교별로 보면, 인천여상 8명을 비롯한, 경인여자상업고등학교(현 인천보건고등학교) 4명, 인천광성고등학교 4명, 계산여자고등학교 3명, 정석항공과학고등학교 3명 등 모두 52명으로 최종 집계되었다.

## 문제점
- 내부구조

50여평 규모의 생맥주집은 이날 120명이 북적였고, 내부구조는 탁자와 의자들로 빽빽이 가득 차 있어, 통로 공간이 겨우 한 사람이 다닐 수 있을 만큼 비좁게 만들어졌다. 이 때문에 화재사고 당시 미처 대피할 공간을 찾지 못한 채 서로 뒤엉켜 인명피해가 더 커졌다. 내부 구조물이 인화성, 유독성 물질들이어서 사고당일 화재시 연기가 순식간에 확산되었고 매캐한 유독가스로 질식한 사상자가 상당수였다. 또한 출입구가 하나뿐이어서 일단 출입구가 막히면 실내에 있던 사람들은 탈출할 방법이 없었다. 창문이 있기는 했으나 구조변경을 할 때 통유리로 바꿔 달았으며, 베니어판을 덧붙여 비상시에 쓸 수 있었던 탈출구를 막아버렸다.
- 정부의 관리 및 단속 소홀

많은 청소년들이 희생된 호프집은 문제업소로 경찰에 적발되어 업소 폐쇄 명령을 받은 상황에서 미성년자들에게 술을 파는 등 불법 영업을 계속 하다가 대형 참사를 빚었다. 특히 화재가 일어난 문제의 상가 건물은 지하 1층, 지상 5층으로 건축법상 소규모 건물로 구분돼 별도의 비상계단을 설치하지 않았으며, 유일한 출입통로인 계단의 폭이 1.2m 남짓으로 비좁았기 때문에 신속하게 대피하지 못한 것도 문제점으로 지적되었다.
- 화재 예방 소홀

불이 난 이 건물 지하 노래방 천정에 설치되었던 '확산소화기'가 화재 당시 공사에 방해된다는 이유로 허가 없이 모두 제거돼 있어 초기진화에 실패하였다. 관리 당국의 소홀로 인해 평소 화재  발생시 대량 인명 피해로 이어질 요인들이 있었다.
- 무책임한 호프집 매니저

학생들이 화재로 대피하려 하자 돈을 내라며 소리치다가 화재가 난 것을 알자 자신만 아는 비상구를 통해 학생들을 버리고 탈출했다.
- 경찰과의 유착관계

해당 호프집은 상시 미성년자 손님을 받아왔다. 그러다보니 해당 경찰서에 신고도 자주 있었지만 경찰의 초동 대처는 없었다. 당시 호프집 주인은 경찰과 상당히 친했으며 자주 상납도 했다고 한다.

## 기타
- SAT의 노래 <이게 나에요>의 뮤직 비디오는 이 사건을 바탕으로 하였다.
- 인근의 인천광역시학생교육문화회관 앞에 추모석과 위령비가 2004년 세워졌다.
- 전 하키 선수였던 김순덕은 씨랜드 청소년수련원 화재로 자식을 잃은 고통 이후로 4개월 만에 이 사건이 발생하자 대한민국에 환멸을 느껴 이민을 결심하고 자신의 모든 메달과 훈장을 반납한 뒤 대한민국 국적을 버리고 뉴질랜드로 영구이민을 떠났다.
- 2022년 4월 7일 SBS 꼬리에 꼬리를 무는 그날 이야기 에서 이 사건을 다뤘다.[14] 때문에 사건명에서 ''''호프집이란 단어를 떼어달라.''''는 부탁을 했다. 참고로 상술된 씨랜드를 다룬 12월 9일자 방송에서도 짤막하게 언급된 바 있다. 학생이 술을 마신 것이 떳떳하다고 할 수는 없겠으나, 그것이 죽을 죄는 아니다. 청소년들이 모여서 건전하게 놀 수 있는 곳에 가지 그랬냐 라고 한다면 서울 중심지에서 학교를 다니는 당시 학생들 조차도 갈 곳이 없어서 학교 인근의 호프집으로 가는 게 별다른 문제가 없던 시기이기도 했다. 무엇보다 해당 참사는 업소 주인의 불법과 탈법, 이를 관리감독해야 할 공권력의 부폐가 결합된 것이 주 원인인만큼 그러한 비난은 피해자에게 책임을 전가하는, 전형적인 억지 논리이므로 지양해야 할 것이다.
- 대형사고임에도 이 사고는 자칭 민주정부에서 일어나, 대통령에 대한 국민적 사고 책임 요구가 없었다.

## 같이 보기
- 경기여자기술학원 화재
- 씨랜드 청소년수련원 화재
- 뤄양 크리스마스 화재
- 가부키초 빌딩 화재
- 부산 실내사격장 화재
- 거성관 화재
- 대아호텔 화재